# Progressione del record europeo degli 800 metri piani femminili
La voce seguente illustra la progressione del record europeo degli 800 metri piani femminili di atletica leggera.
Il primo record europeo della specialità riconosciuto risale al 1922, convalidato dalla European Athletic Association. Su 28 record europei ben 27 sono stati anche record mondiali.

## Progressione[1][2]

### Cronometraggio manuale (dal 1922 al 1976)
| Tempo manuale | Tempo elettrico | Atleta                | Nazionalità      | Luogo | Data              | Note            |
| ------------- | --------------- | --------------------- | ---------------- | --- | ----------------- | --------------- |
| 2'30"4+       |                 | Georgette Lenoir      | Francia          | Parigi, Francia | 20 agosto 1922    | Record mondiale |
| 2'26"6y       |                 | Mary Lines            | Regno Unito      | Londra, Regno Unito | 30 agosto 1922    | Record mondiale |
| 2'23"8        |                 | Lina Batschauer-Radke | Germania         | Breslavia, Germania | 7 agosto 1927     | Record mondiale |
| 2'20"4        |                 | Inga Gentzel          | Svezia           | Stoccolma, Svezia | 16 giugno 1928    | Record mondiale |
| 2'19"6        |                 | Lina Radke            | Germania         | Brieg, Germania | 1º luglio 1928    | Record mondiale |
| 2'16"8        |                 | Lina Radke            | Germania         | Amsterdam, Paesi Bassi | 2 agosto 1928     | Record mondiale |
| 2'15"9        |                 | Anna Larsson          | Svezia           | Stoccolma, Svezia | 28 agosto 1944    | Record mondiale |
| 2'14"8        |                 | Anna Larsson          | Svezia           | Hälsingborg, Svezia | 19 agosto 1945    | Record mondiale |
| 2'13"8        |                 | Anna Larsson          | Svezia           | Stoccolma, Svezia | 30 agosto 1945    | Record mondiale |
| 2'13"0        |                 | Yevdokiya Vasilyeva   | Unione Sovietica | [[File: Flag of the Soviet Union (1936 – 1955).svg\|class=noviewer\| Unione Sovietica (bandiera)\|border\|20x16px]] Mosca, Unione Sovietica | 17 luglio 1950    | Record mondiale |
| 2'12"2        |                 | Valentina Pomogaeva   | Unione Sovietica | [[File: Flag of the Soviet Union (1936 – 1955).svg\|class=noviewer\| Unione Sovietica (bandiera)\|border\|20x16px]] Mosca, Unione Sovietica | 26 luglio 1951    | Record mondiale |
| 2'12"0        |                 | Nina Otkalenko        | Unione Sovietica | [[File: Flag of the Soviet Union (1936 – 1955).svg\|class=noviewer\| Unione Sovietica (bandiera)\|border\|20x16px]] Minsk, Unione Sovietica | 26 agosto 1951    | Record mondiale |
| 2'08"5        |                 | Nina Otkalenko        | Unione Sovietica | [[File: Flag of the Soviet Union (1936 – 1955).svg\|class=noviewer\| Unione Sovietica (bandiera)\|border\|20x16px]] Kiev, Unione Sovietica  | 15 giugno 1952    | Record mondiale |
| 2'07"3        |                 | Nina Otkalenko        | Unione Sovietica | [[File: Flag of the Soviet Union (1936 – 1955).svg\|class=noviewer\| Unione Sovietica (bandiera)\|border\|20x16px]] Mosca, Unione Sovietica | 27 agosto 1953    | Record mondiale |
| 2'06"6        |                 | Nina Otkalenko        | Unione Sovietica | [[File: Flag of the Soviet Union (1936 – 1955).svg\|class=noviewer\| Unione Sovietica (bandiera)\|border\|20x16px]] Kiev, Unione Sovietica  | 16 settembre 1954 | Record mondiale |
| 2'05"0        |                 | Nina Otkalenko        | Unione Sovietica | Zagabria, Jugoslavia | 24 settembre 1955 | Record mondiale |
| 2'04"3        |                 | Ljudmila Ševcova      | Unione Sovietica | Mosca, Unione Sovietica | 3 luglio 1960     | Record mondiale |
| 2'04"3        | 2'04"50         | Ljudmila Ševcova      | Unione Sovietica | Roma, Italia | 3 settembre 1960  | Record mondiale |
| 2'02"8        |                 | Gerda Kraan           | Paesi Bassi      | Belgrado, Jugoslavia | 16 ottobre 1962   |                 |
| 2'01"1        |                 | Ann Packer            | Regno Unito      | Tokyo, Giappone | 20 ottobre 1964   | Record mondiale |
| 2'00"5        |                 | Vera Nikolić          | Jugoslavia       | Londra, Regno Unito | 20 luglio 1968    | Record mondiale |
| 1'58"5        | 1'58"45         | Hildegard Falck       | Germania Ovest   | Stoccarda, Germania Ovest | 11 luglio 1971    | Record mondiale |
| 1'57"5        | 1'57"48         | Sveta Zlateva         | Bulgaria         | Atene, Grecia | 24 agosto 1973    | Record mondiale |
| 1'56"0        |                 | Valentina Gerasimova  | Unione Sovietica | Kiev, Unione Sovietica | 12 giugno 1976    | Record mondiale |
| 1'54"9        |                 | Tat'jana Kazankina    | Unione Sovietica | Montréal, Canada | 26 luglio 1976    | Record mondiale |

### Cronometraggio elettronico (dal 1980 ad oggi)
| Tempo   | Atleta                | Nazionalità      | Luogo                             | Data           | Note            |
| ------- | --------------------- | ---------------- | --------------------------------- | -------------- | --------------- |
| 1'54"85 | Nadija Olizarenko     | Unione Sovietica | Mosca, Unione Sovietica           | 12 luglio 1980 | Record mondiale |
| 1'53"43 | Nadija Olizarenko     | Unione Sovietica | Mosca, Unione Sovietica           | 27 luglio 1980 | Record mondiale |
| 1'53"28 | Jarmila Kratochvílová | Cecoslovacchia   | Monaco di Baviera, Germania Ovest | 26 luglio 1983 | Record mondiale |